# Thronfolge (Dänemark)
Die dänische Thronfolge richtete sich zwischen 1953 und 2009 nach dem Thronfolgegesetz (Tronfølgelov) vom 27. März 1953. Nach einem Referendum vom 7. Juni 2009 sind Männer und Frauen in der Thronfolge gleichberechtigt.
In diesem Referendum entschieden sich 85,4 Prozent der Teilnehmer dafür, dass künftig immer grundsätzlich das erstgeborene Kind den Thron erbt – unabhängig von seinem Geschlecht. Zuvor hatte ein Mädchen auf die Thronfolge verzichten müssen, wenn ihm ein Bruder nachfolgte. Das nötige Quorum für Verfassungsänderungen von 40 Prozent der wahlberechtigten Bürger wurde dabei mit 58,7 Prozent Wahlbeteiligung deutlich überschritten. 

## Thronfolgeregelung
Thronfolgeberechtigt sind die Nachkommen von König Christian X. von Dänemark und Königin Alexandrine. Zur Thronfolge werden die Kandidaten in Klassen eingeteilt.
Die erste Klasse bilden Kinder und Kindeskinder. Hier erbten ursprünglich die Söhne vor den Töchtern, wobei verstorbene Kinder durch deren Kinder ersetzt wurden; ältere Kinder hatten Vorrang vor den jüngeren. Hat der verstorbene Monarch keine nachfolgeberechtigten Nachkommen, erben in der zweiten Klasse seine Geschwister, wobei auch hier künftig Brüder nicht mehr den Vorrang vor den Schwestern haben. Ältere Geschwister erben weiterhin vor den jüngeren; verstorbene Geschwister werden durch deren Nachfahren ersetzt.
In der dritten Klasse sind die weiteren Seitenlinien der Nachfahren von König Christian X. und Königin Alexandrine berufen.
Uneheliche Kinder sind nicht thronfolgeberechtigt. Wer ohne königliche Zustimmung die Ehe schließt, verliert das Thronfolgerecht für sich selbst und seine Nachfahren.

## Aktuelle Thronfolgerliste
Hieraus ergibt sich als aktuelle dänische Thronfolgerliste:
Frederik IX. → Margrethe II. → Frederik X.
1. Kronprinz Christian Valdemar Henri John zu Dänemark, Graf von Monpezat, * 15. Oktober 2005, erstes Kind von König Frederik X.
2. Prinzessin Isabella Henrietta Ingrid Margarethe zu Dänemark, Komtess von Monpezat, * 21. April 2007, zweites Kind von König Frederik X.
3. Prinz Vincent Frederik Minik Alexander zu Dänemark, Graf von Monpezat, * 8. Januar 2011 um 10:30 Uhr, drittes Kind von König Frederik X.
4. Prinzessin Josephine Sophia Ivalo Mathilda zu Dänemark, Komtess von Monpezat, * 8. Januar 2011 um 10:56 Uhr, viertes Kind von König Frederik X.
Christian X. → Frederik IX. → Margrethe II.
5. Prinz Joachim Holger Waldemar Christian zu Dänemark, Graf von Monpezat, * 7. Juni 1969, zweiter Sohn von Königin Margrethe II.
6. 00Nikolai William Alexander Frederik zu Dänemark, Graf von Monpezat, * 28. August 1999, erstes Kind von Prinz Joachim
7. 00Felix Henrik Valdemar Christian zu Dänemark, Graf von Monpezat, * 22. Juli 2002, zweites Kind von Prinz Joachim
8. 00Henrik Carl Joachim Alain zu Dänemark, Graf von Monpezat, * 4. Mai 2009, drittes Kind von Prinz Joachim
9. 00Athena Marguerite Francoise Marie zu Dänemark, Komtess von Monpezat, * 24. Februar 2012, viertes Kind von Prinz Joachim
Frederik VIII. → Christian X. → Frederik IX.
10. Prinzessin Benedikte Astrid Ingeborg Ingrid zu Dänemark, verheiratete Prinzessin von Sayn-Wittgenstein-Berleburg, * 29. April 1944, zweite Tochter König Frederiks IX. und Schwester von Königin Margrethe II.

## Von der Thronfolge ausgeschlossene Nachfahren König Christians X.
Die Kinder und Kindeskinder Prinzessin Benediktes sind von der Thronfolge ausgeschlossen, nachdem König Frederik IX. anordnete, dass die Kinder Benediktes zum Erhalt des Thronfolgerechtes in Dänemark zu erziehen wären, sie jedoch in Bad Berleburg aufwuchsen.
Die ehemalige griechische Königin Anne-Marie von Dänemark, * 30. August 1946, jüngste Schwester Königin Margrethes II., Ehefrau des ehemaligen griechischen Königs Konstantins II. ist nach Entscheidung König Frederiks IX. zur Vermeidung des Zusammenfalles der dänischen und der griechischen Krone mit ihren Nachfahren ebenfalls von der Thronfolge ausgeschlossen, obwohl ein solcher Zusammenfall aufgrund beim Erbfall erteilter Zustimmung des Folketing möglich wäre (§ 5 der dänischen Verfassung).
Ingolf von Rosenborg und Christian von Rosenborg, die beiden Söhne von Prinz Knut und jüngeren Brüder (der bis zu ihrem Tod thronberechtigten) Prinzessin Elisabeths, wurden (aufgrund nicht gegebener Zustimmung König Frederiks IX. zu ihren Trauungen) nebst ihren Nachfahren von der Thronfolge ausgeschlossen (§ 5 Abs. 3 des Thronfolgegesetzes).

## Aussterben des Königshauses
Nachdem die beiden Schwestern von Königin Margrethe II. keine thronfolgeberechtigten Nachkommen haben und Prinzessin Elisabeth kinderlos war, ist faktisch die Thronfolge auf die Nachfahren Königin Margrethes II. beschränkt. Sofern die Linie der Königin aussterben sollte, hätte das Folketing einen König zu wählen und eine neue Thronfolge zu beschließen (§ 9 Satz 2 der dänischen Verfassung). Ein Vorrecht bestimmter verwandtschaftlicher Linien besteht nicht. (Nach der bis 1953 geltenden Regelung wäre es zunächst zum Zusammenfall der Kronen Dänemarks und Norwegens gekommen, da König Håkon VII. von Norwegen Bruder König Christians X. und zweiter Sohn Frederiks VIII. war.) 